# Pterodictya reticularis
Pterodictya reticularis là một loài côn trùng được mô tả bởi Olivier năm 1791. Chúng thuộc chi Pterodictya, họ Fulgoridae. Loài này không có phân loài.